# Melanopolia longiscapa
Melanopolia longiscapa là một loài bọ cánh cứng trong họ Cerambycidae.